# John Tu
John Tu (chinesisch: 杜紀川; pinyin: Dù Jìchuān; * 1940 in Chongqing) ist ein chinesisch-US-amerikanischer Geschäftsmann und Präsident von Kingston Technology. Laut Forbes betrug sein Vermögen Mitte 2019 ca. 4,9 Milliarden US-Dollar.

## Laufbahn
Tu wurde 1940 in Festlandchina geboren und wuchs in Taiwan auf. Er beschreibt sich selbst als mittelmäßigen Schüler. 1960 wanderte er nach Deutschland aus, da er dort einen Onkel hatte, der ein chinesisches Restaurant besaß. Er konnte zu dem Zeitpunkt kein Deutsch, aber dafür einige Sätze Englisch, weswegen er nach einigen Wochen auf die Straße ging, um jemanden zu finden, der Englisch sprach. Ein Radfahrer führte ihn zu einem Priester, der in China gelebt hatte, und dieser schickte ihn zu einer Sprachschule in München. Tu wollte Elektrotechnik studieren, doch bevor er studieren konnte, musste er zwei Jahre Berufserfahrung vorweisen, weswegen er in einer Schiffsbau-Fabrik in Kiel arbeitete.
Der Vorarbeiter dort behandelte ihn wie eine billige Arbeitskraft. Diese Erfahrung prägte ihn. So fand er anfangs keine Wohnung. Er glaubte, dass es daran liege, dass er Ausländer war, denn seiner Meinung nach sei die deutsche Gesellschaft sehr homogen. Er fühlte sich diskriminiert und für ihn impliziert das Wort Ausländer, dass man ein Bürger zweiter Klasse sei. Als er eine Wohnung gefunden hatte, gab es in dieser kein warmes Wasser. Seine Vermieterin musste jeden Tag einen Eimer Wasser vor seine Wohnung stellen. Er fror jede Nacht und um sein Gesicht zu waschen musste er zunächst das zugefrorene Wasser aufbrechen. Diese Erfahrung härtete ihn ab. Daran erinnert er sich jedes Mal, wenn er ein schwieriges Problem hat.
Nachdem er zwei Jahre dort gearbeitet hatte, studierte er Elektrotechnik an der Technische Hochschulen zu Darmstadt. Das Studium schloss er 1970 als Diplom-Ingenieur ab. Nach seinem Studium arbeitete er für Motorola in Wiesbaden. 1971 wanderte er in die Vereinigten Staaten aus.
Er lernte 1978 seinen späteren Geschäftspartner David Sun in einer Basketballliga kennen. Mit ihm gründete er aus einer Garage heraus 1987 das Unternehmen Kingston Technology. Der Name des Unternehmens stammt von einem der Lieblingsbands von John Tu, The Kingston Trio.

## Privates
Er ist verheiratet, hat zwei Kinder und lebt in Rolling Hills (Kalifornien).
John Tu ist der Präsident der John and Mary Tu Foundation.